# Biela skala (Pogórze Orawskie)
Biela skala (750 m) – wznoszący się pomiędzy wsiami Krivá i Podbiel szczyt Pogórza Orawskiego. Słowacy zaliczają je do jednostki  Stredné Beskydy.
Biela skala to zbudowany z wapieni szczyt, który wznosił się kiedyś w grzbiecie łączącym Kopec i Prípor. Rzeka Orawa dokonała jednak przełomu, przerzynając się pomiędzy szczytami Kepeňová i Biela skala. Od strony tej rzeki Biela skala podcięta jest pionową ścianą o wysokości około 100 m. Orawa opływa Bielą skalę od strony południowo-zachodniej i północnej, stoki północno-wschodnie opadają łagodnie do doliny Zimnej Wody Orawskiej (Studený potok).  
Biela skala w większości porośnięta jest lasem, ale jej północno-zachodni, łagodny grzbiet jest trawiasty. Są to pozostałości dawnego pasterstwa. Objęta jest ochroną prawną – utworzono na niej rezerwat przyrody Bielska skala.
Pomiędzy południowo-zachodnimi podnóżami Bielej skali a rzeką Orawa biegnie słowacka droga ekspresowa nr 59, będąca częścią europejskiej trasy E77.